# Бібліотека Житомирського державного університету імені Івана Франка
Бібліотека Житомирського державного університету імені Івана Франка — головна наукова бібліотека Житомирського державного університету імені Івана Франка.

## Короткий опис
Бібліотека є навчальним, науковим, інформаційним і культурно-просвітницьким структурним підрозділом Житомирського державного університету імені Івана Франка, основне завдання якого забезпечення повного, високоякісного й оперативного бібліотечно-бібліографічного та інформаційного обслуговування студентів, аспірантів, професорсько-викладацького складу, співробітників. 
Бібліотечний фонд становить близько 470 тис. примірників. Щорічно бібліотеку відвідує понад 367 тис. читачів: викладачів, наукових працівників, співробітників, студентів та інших користувачів. Їм видається близько 355 тис. книг, журналів, газет, як на паперових, так і на електронних носіях. 
У бібліотеці ведуться електронний каталог АБІС «Ірбіс» і традиційні карткові каталоги: алфавітний (службовий, читацький); систематичний; топографічний. Електронний каталог створюється з 2010 року. Зберігаючи багаторічні традиції, у бібліотеці запроваджуються електронні технології при формуванні інформаційно-ресурсної бази бібліотеки і системи бібліографічно-інформаційного обслуговування користувачів.